# Kolga-Jaani
Kolga-Jaani (em estoniano:  Kolga-Jaani vald) é uma cidade estoniana localizada na região de Viljandimaa.